# Pstruh duhový
Pstruh duhový, neboli pstruh americký duhový (Oncorhynchus mykiss), je sladkovodní ryba z čeledi lososovitých, která byla introdukována do pstruhového a lipanového pásma.

## Taxonomie
Vědecký název pstruha duhového je Oncorhynchus mykiss. Druh byl původně pojmenován v roce 1792 německým přírodovědcem Johannem Juliem Walbaumem, který studoval ryby z Kamčatského poloostrova. Název rodu je odvozen z řeckých slov onkos (hák) a rhynchos (nos) a odkazuje na výrazné hákovité čelisti mlíčáků v období tření. Vědecké druhové jméno pochází z místního kamčatského pojmenování ryby „mykiža“. Pstruh duhový vděčí za své jméno „duhový“ pruhům mnoha jasných barev, které se táhnou po obou stranách jeho těla. Britský přírodovědec sir John Richardson pojmenoval tento druh v roce 1836 Salmo gairdneri na počest Mereditha Gairdnera, chirurga Společnosti Hudsonova zálivu, který ho s tímto druhem ryby seznámil ve Fort Vancouveru na řece Columbia.

## Popis
Má modravý nebo olivově zelený hřbet a stříbřité boky se širokým růžovým nebo červeným podélným pásem. Pohlavní dimorfita je patrná, samec má výrazně zakřivenou spodní čelist a má velmi výrazné duhové barvy, zejména podél postranní čáry, a černé tečky. Samice je o mnoho světlejší, někdy až stříbrná. Délka v dospělosti činí 20–90 cm, největší potvrzená hmotnost je okolo 8 kg.
Pstruh duhový se v současné době velmi rozšířil, zejména pro kvalitní maso a jeho rozsáhlé potravinářské využití; šlechtěním a velkou flexibilitou života se stává i obyvatelem rybníků, tůní, jezer a velkých přehrad, ale i v původním toku řek, kde vytlačuje citlivého pstruha potočního. 
Původním domovem této lososovité ryby jsou západní oblasti USA, západní Kanada, Aljaška a Kamčatka. Do Evropy byla dovezena na konci 19. století. Patří mezi 100 nejhorších invazních druhů světa.
Pstruh se tře od prosince do května, některé populace i na podzim a v zimě.

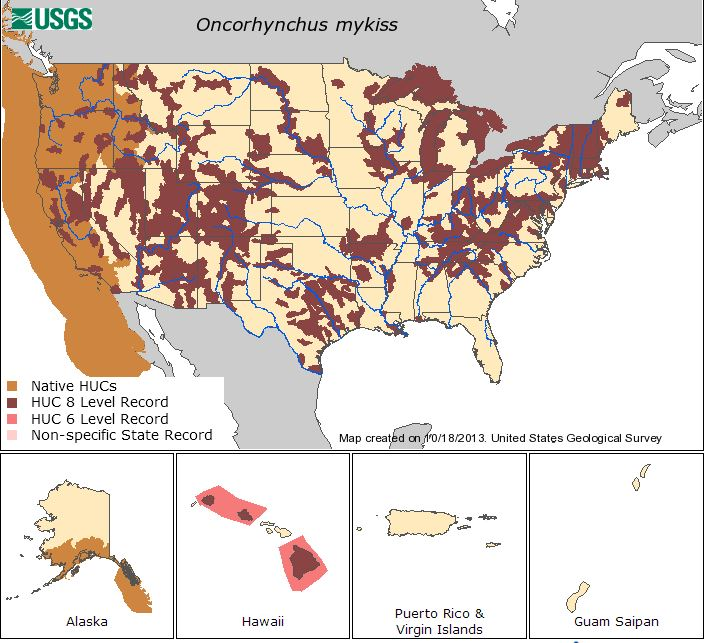
Původní a současné rozšíření v USA

## Indikace znečištěné vody
Pstruh duhový je také využíván na úpravnách pitné vody jako indikátor akutního znečištění vody pouštěné do výtlačného řádu.